# Açude Taquara
Açude Taquara, é um açude brasileiro localizado  no estado do Ceará, que está construído sobre o leito do rio Jaibaras, na bacia hidrográfica do Rio Acaraú, no município de Cariré. Suas obras foram realizadas pelo DNOCS, sendo concluído em 2012. Sua capacidade é de 320.000.000 m³.

## Histórico
Em 1977, o Departamento Nacional de Obras Conta as Secas –  DNOCS projetou a construção de uma  barragem no local, mas inspeções adicionais na região quanto à segurança do projeto e os impactos que essa represa causaria para o meio ambiente adiaram sua execução.
No final dos anos 1990, através de uma parceria entre a Secretaria de Recursos Hídricos do Estado do Ceará e órgãos do governo federal, que por meio do Sub-Programa Sustentável de Recursos Hídricos da Região do Semi-Árido Brasileiro – PROÁGUA, visava perenizar o Rio Jaibaras no trecho compreendido entre o reservatório a ser formado e o Açude Aires de Sousa, retomaram o projeto da barragem, e em 2008 as obras começaram.
Em 30 de março de 2012 foram abertas as comportas dessa obra de acumulação de recursos hídricos, construída com recursos do PAC, e que tem capacidade de acumular 320 milhões de m³ de água, e que despeja no rio Jaibaras uma vazão de 3m³/s, com a finalidade de reforçar o abastecimento da cidade de Sobral, a partir do açude Aires de Sousa, que recebe as águas por se encontrar a jusante daquele reservatório.

## Aproveitamento
A Barragem Taquara vem dotar a região de uma infraestrutura hídrica, ampliando o potencial hídrico dos municípios circunvizinhos, visando, desta forma amenizar a problemática da seca, além disso também tem como objetivos (usos múltiplos):
- Abastecimento Humano e Animal, favorecendo principalmente os municípios de Cariré, Pacujá, Graça e Mucambo;
- Desenvolvimento da Piscicultura na Região;
- Controle de Cheias;
- Aproveitamento com Turismo e Lazer, com fonte de benefícios adicionais para a Região;
- Irrigação de Terras;
- Disponibilizar maior quantidade de água para o Açude Aires de Souza (abastecimento de Sobral);
- Geração hidrelétrica, com a construção de uma CGH;[10]

## Geração hidrelétrica
A produção energética atual do Ceará apresenta uma maior participação do tipo termelétrica (52,32 por cento) acompanhada da eólica (47,53 por cento), sendo estas as principais matrizes a compor a capacidade instalada do Estado. Em seguida, tem-se a energia solar fotovoltaica (0,12 por cento) e a hídrica gerada por meio das Centrais Geradoras Hidrelétricas – CGH (0,03 por cento). No Ceará, a produção hidrelétrica é realizada por meio das Centrais Geradoras Hidrelétricas (CGH) que possuem capacidade de geração de até 1 MW de potência. A CGH de Taquara é capaz de gerar 860 KW de potência.

## Acesso
O local onde o Açude Taquara foi construído é conhecido como Sítio do Barramento, e está localizado no trecho alto do Rio Jaibaras, afluente pela margem esquerda do rio Acaraú. As coordenadas geográficas próximas dessa localidade são de 40°30’04’’ de longitude a oeste e 03°53’32’’ de latitude sul, o eixo do barramento está localizado a cerca de 1,5 km do distrito de Arariús, no município de Cariré. 

O acesso à barragem é feito a partir de Fortaleza pela rodovia BR-222 até a cidade de Sobral, após essa cidade toma-se a rodovia CE-071, em direção à cidade de Cariré, o percurso é de aproximadamente 36 km, onde é feito um desvio através de 15 km por uma estrada vicinal até Arariús. 